# 謝焜
謝焜（1798年—1857年），直隸天津府天津縣人，中國清朝武官官員。

## 生平
水師行伍出身，擔任福建水師提標後營遊擊。道光二十四年，任福建水師提標中軍參將。道光二十六年，護理福建海壇鎮總兵官。道光二十七年，任福建閩安協副將。道光二十七年，任福建澎湖水師協副將。咸豐元年，任廣東碣石鎮總兵官。咸豐五年，任閩粵南澳鎮總兵官。